# Lib (Insel)
Lib, auch Ellep, Lileb oder Princess Island genannt, ist eine Insel der Ralik-Kette der Marshallinseln. Die Insel hat eine Landfläche von 0,93 km².
Auf dem relativ kleinen Eiland leben 156 Einwohner (Stand 2021).

## Geschichte
Die erste dokumentierte Sichtung der Insel durch Europäer erfolgte am 8. Januar 1565 durch den spanischen Seefahrer Alonso de Arellano, der die Patache „San Lucas“ befehligte. Arellano kartierte die Insel als „Los Nadadores“ (dt. „Die Schwimmer“). In seinem Bericht über die Entdeckung erklärte Arellano, dass die Einwohner von Lib gut geeignet wären, als Ruderer in einer Galeere eingesetzt zu werden, da sie groß, gut gebaut und kriegerische Menschen, die Experten im Werfen von Steinen mit Schleudern seien. Er äußerte auch die Meinung, dass sie vom Teufel geschaffen sein mussten, da ihre Insel tausende Legua vom Festland entfernt sei.
Kapitän Thomas Dennet vom britischen Schiff „Britannia“ entdeckte die Insel 1797 auf dem Weg von Australien nach China und nannte sie Princess Island.